# Parafia św. Wojciecha w Chrzypsku Wielkim
Parafia św. Wojciecha w Chrzypsku Wielkim – rzymskokatolicka parafia w Chrzypsku Wielkim, należąca do dekanatu wronieckiego. Powstała przed 1470.

## Zasięg parafii
Do parafii należą wierni z 11 wsi, w tym 10 wsi sołeckich i jednej wsi niesołeckiej: Białcza, Charcic, Chrzypska Wielkiego, Chrzypska Małego, Izdebna, Jabłonowa, Łężeczek, Mylina, części Ryżyna oraz sołectwa Środka-Strzyżmin.
Parafię zamieszkuje około 2,5 tys. parafian.

## Kościół parafialny
Siedzibą parafii jest zabytkowy kościół wzniesiony w latach 1600–1609, będący jednym z ostatnich kościołów Wielkopolski zbudowanym w stylu gotyckim.

Msze święte odprawiane są także w kaplicach w Zakładzie Leczenia Uzależnień w Charcicach oraz Domu Opieki Społecznej w Łężeczkach.

## Proboszczowie
- koniec XVIII wieku: Telesfor Kwilecki[1]
- ks. kan. Zdzisław Dolata (zm. 13 kwietnia 2017)[3] – wicedziekan dekanatu wronieckiego.
- ks. Marian Ciesielski (od 1 lipca 2017)